# Isabelle Bogelot
Isabelle Bogelot, née le 11 mai 1838 à Paris, décédée le 14 juin 1923 à Boulogne-Billancourt, est une philanthrope et féministe française, à l'origine du Conseil national des femmes françaises.

## Biographie

### Vie privée
Née Isabelle Amélie Cottiaux le 11 mai 1838 à Paris, elle est la fille d'un marchand de coton travaillant à Argenteuil Antoine André Cottiaux, et de Marie Anne Thérèse Cottiaux, originaire de Cambrai[réf. souhaitée]. Orpheline très jeune (son père meurt lorsqu'elle a 2 ans, et sa mère à ses 4 ans[réf. souhaitée]), elle est recueillie par la famille de Maria Deraismes et sa sœur Anna Féresse-Deraismes,. Elle ne cesse de leur rendre hommage, pour lui avoir ouvert l'esprit sur les questions féminines et sociales,.
Le 7 mai 1864, elle épouse Gustave Bogelot, avocat à la Cour d'appel de Paris. Le couple a au moins deux enfants,. C’est le début d’une longue collaboration, semblable à celle du couple Jules et Julie Siegfried. Son mari, qui consacre plusieurs ouvrages à la question des prisons, est très engagé dans les œuvres philanthropiques : il est secrétaire de la Société générale des prisons, vice-président de la Commission de l’hospice de Boulogne-sur-Seine pendant plus de 20 ans, membre du Conseil d’administration de l’Œuvre de Saint Lazare à partir de 1890, et à ce titre rapporteur de l’œuvre dans différents congrès. Lorsqu’il meurt en 1902, Isabelle Bogelot confie qu’ils ne faisaient « rien sans réfléchir ensemble ».
Elle meurt le 14 juin 1923 à Boulogne-Billancourt.

### De la philanthropie...
Bien que sensibilisée aux questions féminines dans la famille de Maria Deraismes, puis aux questions sociales par son mari, Isabelle Bogelot ne considère avoir eu une « révélation philanthropique » qu’en 1876, lorsque son mari lui apporte un bulletin de l’Œuvre des libérées de Saint-Lazare,. Elle prend alors conscience qu’il était de son devoir – selon ses propres mots – de se consacrer à ces questions,.
Deux jours après, elle se rend à une réunion de l'œuvre et fait la connaissance d'Émilie de Morsier et de Sarah Monod, directrice des Diaconesses de Reuilly.
L’Œuvre des libérées de Saint-Lazare, créée en 1870 par Pauline Grandpré, s’attache à venir en aide aux femmes et enfants libérés de prisons, afin de les préserver d’une possible rechute : « aider la femme dans le présent, songer à son avenir en l’instruisant, lui 
fournir un gagne-pain et relever sa dignité par le travail ».
Deux ans après, elle est adjointe de Caroline de Barrau, puis directrice générale de l'œuvre en 1887. À partir de 1883, des asiles temporaires sont créés afin d'accueillir les femmes et leurs enfants à la sortie de prison. L'œuvre est reconnue d'utilité publique le 26 janvier 1885.
La guerre franco-prussienne la pousse à s'intéresser aux œuvres de secours aux blessés militaires. En 1886, elle obtient le second prix du diplôme d’infirmière mis en place par l’Union des femmes de France, puis le diplôme d’ambulancière l’année suivante.
Elle fonde par ailleurs avec Maria Martin et Émilie de Morsier la Ligue féminine pour la paix et l'union des peuples.

### ... au féminisme
Le rôle d'Isabelle Bogelot au sein de l'Œuvre des libérées de Saint-Lazare la propulse sur la scène internationale, où elle représente l'association : 
- 1884 : Congrès de la fédération abolitionniste internationale à Bâle[1] ;
- 1885 : Congrès international pénitentiaire de Rome[1] ;
- 1888 : Congrès de Washington. Déléguée de l'œuvre, Isabelle Bogelot est élue trésorière du Conseil international des femmes fondé lors de l'événement[1]. Elle sera vice-présidente au début du XXe siècle ;
- 1889 : Congrès international féminin de Paris[1]. Elle est vice-présidente ;
- 1893 : Exposition universelle de Chicago[1]. Elle fait partie du comité présidé par Cécile Carnot pour l'exposition féminine. Le Congrès international des femmes se tient simultanément.

Isabelle Bogelot est également incontournable sur la scène féministe française. En 1889 se déroule à Paris, en marge de l'Exposition universelle, le premier congrès des œuvres et institutions féminines, qu'elle organise avec Émilie de Morsier. Sarah Monod fait également partie du comité du congrès présidé par Jules Simon. Pour ne pas laisser retomber l'élan, elles créent la conférence de Versailles, destinée à réunir chaque année « toutes les femmes s'intéressant à la philanthropie ». Le rendez-vous est international, accueillant des femmes de toute l'Europe, des États-Unis mais aussi du continent africain. Les rapports consacrés à la législation, l'hygiène, l'éducation ou l'assistance, sont publiés dans la revue La Femme.
Trait d'union entre féministes françaises et américaines, Isabelle Bogelot, soutenue par la présidente du Conseil international des femmes May Wright Sewall, réunit un comité d'initiative afin de former la section française de l'association internationale : le Conseil national des femmes françaises, avec Sarah Monod comme présidente, et Isabelle Bogelot comme présidente d'honneur.
En 1906, la section Assistance présidée par Eugénie Weill remporte l'un des premiers combats du Conseil national : Isabelle Bogelot devient la première femme nommée au Conseil supérieur de l'Assistance et de l'Hygiène publique.

## Distinctions
Le 1er janvier 1889, elle reçoit les palmes d'officier d'académie pour la création des asiles temporaires.
Elle est nommée chevalier de la Légion d'honneur le 2 mai 1894,.